# 名鉄羽島線
羽島線（はしません）は、江吉良駅から新羽島駅までを結ぶ名古屋鉄道（名鉄）の鉄道路線。全線が岐阜県羽島市内を走行する。正式名称は開業時より羽島線だが、開業後しばらくは羽島新線とも称されていた。

## 概要
JR（および前身の国鉄）在来線・私鉄等が乗り入れていなかった東海道新幹線の岐阜羽島駅へのアクセス路線として、竹鼻線江吉良駅から分岐する形で建設された。終点の新羽島駅が岐阜羽島駅に隣接している。羽島線は概ね江吉良駅を南向きに出てから西へ大きくカーブして南側から新羽島駅に到着するような線形になっている。のちに、竹鼻線の江吉良駅以南廃止により分岐が解消され、竹鼻線のほぼ全列車が当線に直通するようになった。名古屋本線・竹鼻線経由で岐阜市の名鉄岐阜駅と新羽島駅の間を直通する列車もある。
ただ岐阜市方面から新幹線に乗車する際は名古屋駅の方が比較的便利である。名鉄岐阜駅から新羽島駅へは特急と普通の笠松駅乗り継ぎで所要時間約30分だが、JR岐阜駅から名古屋駅へは途中尾張一宮駅のみ停車の東海道本線の特別快速・新快速・快速列車で所要時間約20分、かつ本数も比較的多い。また名古屋駅が1時間に10本前後の新幹線全列車が停車する主要駅で、東京駅や新大阪駅など他の主要駅に最速で着く「のぞみ」にも乗車できるのに対し、岐阜羽島駅に停車する新幹線列車は1時間に2本程度で、「のぞみ」は通過する。そのため羽島線は新幹線へのアクセスよりも地元の通勤通学客の利用が多いとされる。
運賃計算区分はC（運賃計算に用いる距離は営業キロの1.25倍）。全駅でmanacaなどの交通系ICカード全国相互利用サービス対応カードの利用ができる。
なお、『鉄道要覧』による起点は江吉良駅で、列車運行および旅客案内、列車番号の設定においては、新羽島駅へ向かう列車が下り列車で列車番号は本来上り列車に付けられる偶数、逆方向が上り列車で列車番号は本来下り列車に付けられる奇数となっている。

### 加算運賃
新線であるため、キロ程で算出された運賃に加えて、別途30円（大人の普通運賃に対する）の加算運賃が徴収される。

### 路線データ
- 路線距離（営業キロ）：1.3 km
- 軌間：1067mm
- 駅数：2駅（起終点駅含む）
- 複線区間：なし（全線単線）
- 電化区間：全線電化（直流1500V）
- 閉塞方式：自動閉塞式[5]
- 保安装置：M式ATS[5]
- 最高速度：70 km/h[5]

## 歴史
新幹線岐阜羽島駅と岐阜市内とを連絡する目的で建設された羽島線だが、元は近鉄の羽島・岐阜進出に対抗するためでもあった。
近鉄は養老線（当時）から岐阜への延伸計画を応用した大垣市と岐阜羽島駅を結ぶ新線を1961年（昭和36年）に発表、将来的には岐阜市内への延伸を視野に入れていた。一方、名鉄は岐阜市内と羽島（新幹線駅）・大垣・養老を結ぶモノレールを構想しており、近鉄の動きを察知して計画の具体化を進めた。モノレール構想では長良橋駅から新岐阜、宇佐と至り、宇佐から分岐して羽島および大垣・養老へと伸ばすルートが考えられていたが、これとは別に普通鉄道で連絡する竹鼻線江吉良駅（当時休止中）から岐阜羽島に至るルートが羽島新線として計画され、1963年（昭和38年）5月に免許を取得した。
他方、近鉄の計画は羽島新線の認可によって申請見送りとなった。モノレール構想も1970年代までは養老長良線 の名称で羽島新線と並存していたが未成に終わった。また、岐阜市も岐阜市中心部 - 岐阜羽島駅間に都市モノレールを整備する計画を立てた（岐阜市モノレール）が、1975年（昭和50年）に計画凍結を表明した。こうして岐阜羽島駅と岐阜市内を結ぶ路線は羽島新線一本に絞られた。
当初は1964年（昭和39年）の岐阜羽島駅開業に合わせて建設される予定だったが、新駅開業に伴って沿線の開発が計画されていたため、名鉄の用地買収と自治体の開発（土地区画整理事業）が競合して交渉が難航した。また、名鉄自身も豊田新線、知多新線、瀬戸線改良（栄乗り入れ）といった計画を同時進行させており、それらと比べて優先度が低かった羽島新線の建設は遅延する一方だった。結果、羽島新線は免許取得から12年後に着工、建設に7年の歳月を要し、1982年（昭和57年）12月11日になってようやく開業した。

### 年表
- 1962年（昭和37年）1月 - 羽島新線の建設計画指示[7]。
- 1963年（昭和38年）5月 - 免許取得[6]。
- 1975年（昭和50年）12月 - 着工[9]（用地買収が難航し、本格的な工事が始まるのは1978年（昭和53年）3月30日から[10]）。
- 1982年（昭和57年）
  - 10月 - 完成[9]。
  - 12月11日 - 開業
- 2002年（平成14年）1月3日 - 名鉄新羽島駅電車衝突事故発生。
- 2005年（平成17年）1月29日 - 1時間あたりの本数が2本から4本に増発。
- 2007年（平成19年）12月14日 - トランパス導入[11]。
- 2019年（平成31年）4月1日 - 新羽島駅にエレベーターと多目的トイレが設置され、バリアフリー化。

## 運行形態

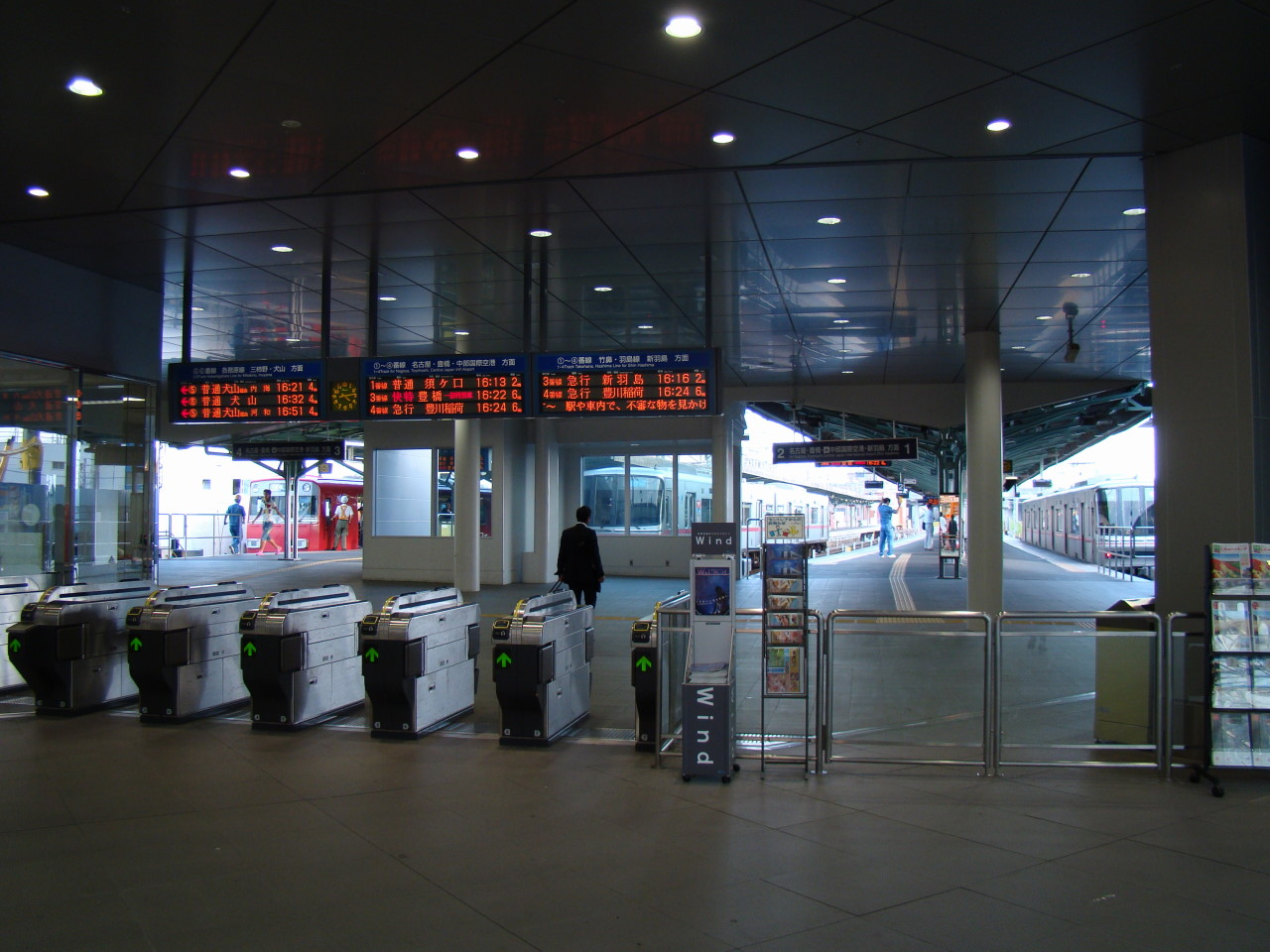
名古屋本線 名鉄岐阜駅には羽島線直通・接続列車の専用発車標がある。

すべて竹鼻線と直通し、笠松駅 - 新羽島駅間を15分間隔で運行している。朝の列車は、名古屋本線 名鉄岐阜駅と直通しており、名鉄岐阜駅 - 笠松駅間が急行（途中無停車）で、竹鼻線・羽島線内では普通列車となり各駅に停車する（一部の列車は名古屋本線内も普通列車として運転）。2021年10月30日ダイヤ改正時点で名古屋本線直通列車は名鉄岐阜発新羽島行きが平日朝に3本、土休日朝に2本あるのみで、新羽島発は全て笠松行きである。
江吉良駅・新羽島駅とも列車交換設備のない無人駅であり、竹鼻線の羽島市役所前駅まで1閉塞で1本の列車しか入線できない。新羽島駅での夜間滞泊はなく、23時半過ぎに着く最終列車は羽島市役所前駅まで回送され（翌日の羽島市役所前発笠松方面列車に充当）、5時台の始発列車は名鉄岐阜発新羽島行き急行が折り返す。
竹鼻線部分廃止前の2001年（平成13年）9月30日までは、朝・夕などの一部時間帯に新羽島発羽島市役所前行きの短距離の急行が運転されていた（途中の江吉良駅は通過）。この列車は、羽島市役所前駅へ到着後は折り返して普通大須行きとして運行されていた。これは大須発新岐阜（現在の名鉄岐阜）行きが運転されている一部の時間帯で、その後の車両を確保する目的で運転されていたものである。この時間帯に新羽島駅から新岐阜駅へ向かう場合は、終点の羽島市役所前駅で乗り換える必要があったが、到着が大須発新岐阜行きの列車が羽島市役所前駅を出発した直後となる列車もあり、利便性は良くなかった。
江吉良駅を出るとすぐに高架に上がり、終点の新羽島駅まで高架区間となっているため、踏切は江吉良駅付近にしか存在しない。

## 駅一覧
- 両駅とも岐阜県羽島市内に所在。
- 普通列車のみ運行。全列車、両駅に停車。
- 全区間単線。両駅ともに列車交換は不可能。

| 駅番号                      | 駅名     | 営業キロ | 接続路線                                  |
| --------------------------- | -------- | -------- | ----------------------------------------- |
| TH 竹鼻線笠松方面に直通運転 |          |          |                                           |
| TH08                        | 江吉良駅 | 0.0      | 名古屋鉄道：TH 竹鼻線                     |
| TH09                        | 新羽島駅 | 1.3      | 東海旅客鉄道： 東海道新幹線（岐阜羽島駅） |